# المعموق

تعديل مصدري - تعديل

المعموق إحدى حارات مدينة السياني بمحافظة إب، بلغ تعداد سكانها 624 نسمة حسب تعداد اليمن لعام 2004.